# ثلث الوسطى (بني جميل مكسولين)
ثلث الوسطى هي إحدى مشيخات المملكة المغربية، تتبع جغرافيا لإقليم الحسيمة وإداريًا لبني جميل مكسولين. يقدر عدد سكانها بـ 2759 نسمة حسب الإحصاء الرسمي للسكان والسكنى لسنة 2004.